# Theben (Grækenland)
 For alternative betydninger, se Theben. (Se også artikler, som begynder med Theben)
Theben var en oldtidsby i det græske landskab Bøotien. Byen er kendt for den blodige sagnkreds, som er grundlag for nogle af Sofokles' og Aischylos' berømteste tragedier.
I dag ligger byen Thiva, hvor oldtidsbyen lå.

## Historie
Theben var den største af byerne i Bøotien, og allerede i mykensk tid fandtes der et thebansk kongedømme.
I klassisk tid var Theben lederen af det Bøotiske forbund. Under Perserkrigene støttede byen perserne og kæmpede bl.a. mod spartanerne ved Platææ. Under den Peloponnesiske Krig støttede Theben Sparta og var tilhænger af en hård kurs mod det besejrede Athen. Det spartanske overherredømme bragte den næste menneskealder thebanerne i opposition til Sparta.
Theben var 371-362 f.Kr. Grækenlands stærkeste bystat under ledelse af statsmanden og hærføreren Epaminondas. Thebanerne besejrede Sparta, som svækkedes varigt, men kunne ikke holde stillingen og blev endeligt sat ud af spillet af makedonerne. År 335 f.Kr. ødelagdes byen fuldstændigt af Alexander den Stores hær, og selv om den genopførtes, ophørte den med at spille en politisk rolle.

## Monumenter og bygninger
Af det antikke Theben er der kun bevaret få bygningsværker: dele af den gamle bymur og paladset fra mykensk tid. Desuden findes et tempel for Apollon fra geometrisk tid.

## Græsk mytologi
Ifølge græsk mytologi var Theben den by, hvor halvguden Herakles blev født (af romerne kaldet Herkules). Ifølge myterne havde gudernes konge, Zeus, forklædt sig som den dødelige kvinde Alkmenes mand, kong Amfitryon, og var gået i seng med hende, hvormed hun blev gravid med Herakles. Senere samme nat kom den rigtige Amfitryon hjem, hjemvendt tidligt fra en krig, og han gik også i seng med hende og gjorde hende gravid med endnu en søn. Dette blev et tilfælde af heteropaternal superføtation, hvor en kvinde føder tvillinger med forskellige fædre.